# 이특영
이특영(李特煐, 1989년 12월 2일~)은 대한민국의 전직 양궁 선수이다.
2005년 17세 어린 나이에 국가대표로 발탁되었고, 2008년까지 국가대표로 활동하다가 2013년 5년만에 국가대표로 재선발되었다. 2014년 아시안 게임에서 정다소미, 장혜진과 함께 단체전에서 금메달을 획득하였다.

## 수상

### 수훈
- 체육훈장 맹호장(2024년 11월 12일)

## 학력
- 두암초등학교 졸업(1996년~2002년)
- 광주동명중학교 졸업(2002년~2005년)
- 광주체육고등학교 졸업(2005년~2008년)
- 조선대학교 체육학과 학사(2008년~2013년)
- 조선대학교 교육대학원 재학